# Villa atricauda
Villa atricauda är en tvåvingeart som beskrevs av Austen 1937. Villa atricauda ingår i släktet Villa och familjen svävflugor. Inga underarter finns listade i Catalogue of Life.